# Княжево (Великодворский сельсовет)
Княжево — упразднённая деревня в Бабушкинском районе Вологодской области России.

## География
Урочище находится в юго-восточной части области, в подзоне южной тайги, к западу от реки Малой Вотчи, к югу от автодороги 19К-035, на расстоянии примерно 45 километров (по прямой) к востоко-юго-востоку от села имени Бабушкина, административного центра района. Абсолютная высота — 184 метра над уровнем моря.

### Климат
Климат характеризуется как умеренно континентальный, с продолжительной холодной зимой и умеренно тёплым летом. Среднегодовая температура воздуха — +1,8 °C. Средняя температура воздуха самого холодного месяца (января) — −13,1 °C (абсолютный минимум — −46 °C), средняя температура самого тёплого (июля) — +17 °С (абсолютный максимум — +37 °С). Вегетационный период длится 115 дней. Среднегодовое количество атмосферных осадков составляет 659 мм, из которых около 460 мм выпадает в период с апреля по октябрь. В течение года господствуют ветры юго-западного направления.

## История
В «Списке населенных мест Вологодской губернии по сведениям 1859 года» населённый пункт упомянут как казённая деревня Тотемского уезда, расположенная при колодцах, в 85 верстах от уездного города. В деревне имелся 31 двор и проживало 184 человека (88 мужчин и 96 женщин).
В 1940 году являлась частью Велико-Дворского сельсовета Леденгского района. По состоянию на 1 января 1973 года входила в состав Великодворского сельсовета Бабушкинского района.